# Щукин, Владимир Владимирович
Влади́мир Влади́мирович Щу́кин (укр. Володимир Володимирович Щукін; 22 октября 1954, Большой Токмак, Запорожская область — 14 мая 2021, Николаев, Николаевская область) — советский и украинский историк-краевед, кандидат исторических наук, доцент. Круг исследовательских интересов: историческая регионалистика, историческая иудаика, история отечественной культуры.

## Вклад
Владимир Владимирович Щукин и Андрей Николаевич Павлюк впервые осуществили фундаментальное исследование истории еврейской общины города Николаева в период с конца XVIII до начала XX вв. Также Щукин В. В. и Павлюк А. Н. выполнили наиболее полное комплексное исследование истории еврейских земледельческих колоний Херсонской губернии с момента их основания и до начала XX в. Историк В. В. Щукин внес свой вклад в составление хроники и анализ трагических событий Холокоста, имевших место на территории современной Николаевской области.

## Биография
Родился 22 октября 1954 г. в г. Большой Токмак Запорожской области.
В 1976—1980 гг. учился на историческом факультете Николаевского государственного педагогического института.
Работал учителем в средней школе, преподавателем и заведующим отделением в Николаевском культурно-просветительном училище.
В 1988—1995 гг. — на преподавательской работе в Николаевском государственном педагогическом институте.
В 1996—1998 гг. — старший преподаватель, зав. отделением в Николаевском вечернем правовом колледже.
В 1998—2015 гг. — старший преподаватель, доцент в Николаевском учебном Центре Одесской государственной юридической академии, с 2005 г. — в Николаевском институте права Одесской национальной юридической академии. С 2011 г. — заведующий кафедрой гуманитарных дисциплин.
В 2006 г. защитил кандидатскую диссертацию на тему «Становище єврейського населення Херсонської губернії в ХІХ — на початку ХХ століття» по специальности 07.00.01 — История Украины (Специализированный учёный совет Запорожского национального университета; научный руководитель — доктор исторических наук, профессор Н. Н. Шитюк).
В 2012—2015 гг., а также в 2015—2018 гг. — член специализированного ученого совета К 38.134.01 в Николаевском национальном университете им. В. А. Сухомлинского с правом принятия к рассмотрению и проведения защиты диссертаций на соискание ученой степени кандидата исторических наук по специальности 07.00.01 «История Украины» (Приказ Министерства образования и науки, молодёжи и спорта Украины № 1206 от 26.10.2012 г., Приказ Министерства образования и науки Украины № 1328 от 21.12.2015 г. — с. 35 Приложения 2 к приказу).
Участник научных конференций. Автор свыше 250 научных, научно-методических и научно-популярных публикаций.
Научный руководитель и редактор научно-популярного краеведческого электронного ресурса «Фаберова дача. Энциклопедия истории Николаева и Николаевской области».

## Гибель
14 мая 2021 года был найден убитым в его собственной квартире. Входная дверь была открыта. На теле обнаружили следы ножевых ранений и гематомы в районе головы. Возбуждено уголовное дело, но убийство пока остаётся нераскрытым.

## Научные труды
І. Статьи, материалы конференций
Щукин В. В. События Катастрофы на юге Украины. (По материалам Николаевской области) / В. В. Щукин // История еврейского народа. Материалы шестой Ежегодной Международной междисциплинарной конференции по иудаике. — Часть 2. — Москва, 1999. — С. 299—304.
Ханстантинов В. А., Щукин В. В. Юдофобия, как этностереотип и её особенности в молодёжной студенческой среде. / В. А. Ханстантинов, В. В. Щукин // Материалы восьмой Ежегодной Международной междисциплинарной конференции по иудаике. Часть I. — М., 2001. — с. 219—300.
Щукін В. В. Про право поселення та проживання євреїв у м. Миколаєві (ХІХ — поч. ХХ ст.) /В. В. Щукін // Актуальні проблеми політики. Збірник наукових праць. — Випуск 12. — Одеса., 2001. — С. 550—559.
Щукин В. В. О правовом положении евреев в Николаеве и Севастополе (кон. XVIII — начало XX вв.) / В. В. Щукин //Материалы девятой Ежегодной Международной Междисциплинарной конференции по иудаике. Часть 1. -М., 2002. -С. 192—202.
Щукин В. В. О правовом положении евреев-земледельцев (колонистов) в Новороссийском крае (ХIХ — нач XX в.) /В. В. Щукин // Материалы Одиннадцатой Ежегодной Международной Междисциплинарной конференции по иудаике. Ч.1. — М., 2004. — С. 171—178.
Щукін В. В. До питання про ефективність єврейської сільськогосподарської колонізації в Новоросійському краї (ХІХ — поч. ХХ ст.) / В. В. Щукін // Південний архів: Збірник наукових праць. Історичні науки. Випуск ХІХ. — Херсон: Вид. ХДУ, 2005. — С. 154—161.
Щукін В. В. Левірат в історії єврейського шлюбного права / В. В. Щукін // Визначальні тенденції генезису державності і права: Збірник наукових праць. − Миколаїв: Вид. «Іліон», 2007. − С. 254—257.
Щукин В. В. Зарождение сионистского движения в Николаеве (конец XIX − начало XX в.) / В.В Щукин // Південний архів: Збірник наукових праць. Історичні науки. − Вип. ХХVІІ. — Херсон: Вид. ХДУ, 2008. — С. 89-96.
Щукін В. Трансформації традицій миколаївської єврейської громади (друга пол. ХІХ − поч. ХХ ст.) / В. В. Щукін// Агора. Перспективи соціального розвитку регіонів ─ Вип. 7. − К.: Стилос, 2008. − С. 57-63. [http://www.kennan.kiev.ua]
Щукин В. Брачный обыск в Российской империи /В. Щукин //Людина і закон. Публічно-правовий вимір. Матеріали Міжнародної науково-практичної конференції «VII Прибузькі юридичні читання». Миколаїв. 25-26 листопада 2011 р. — Миколаїв, 2011. — С. 72-74.
Щукин В. События еврейского погрома в Николаеве в изложении региональной прессы /В. Щукин // Научные труды по иудаике. Материалы XVIII международной ежегодной конференции по иудаике — Т. 2. —М., 2011. — С. 122—129.
Щукин В. Дело по обвинению Николаевского казенного раввина Лейба Виленского в революционной пропаганде / В. Щукин // Научные труды по иудаике. Материалы ХІХ Международной ежегодной конференции по иудаике — Т. 3. — М., 2012. — С. 45 — 52.
Щукин В. В. Общественная благотворительность и попечительство в пенитенциарных учреждениях Российской империи / В. В. Щукин // Наукові праці Національного університету «Одеська юридична академія» — Т. ХІ. — Одеса, 2012. — С. 456—463.
Щукин В. В. Специфика событий Холокоста в юго-восточной части румынской оккупационной зоны Транснистрии / В. В. Щукин // Культура полиса (The Culture of Polis). Часопис на негованье демократске политичке културе — Нови Сад, 2013. — № 21. — С. 209—226.
Щукин В. В. Из истории деятельности «Джойнта» в Николаеве в 20-х гг. ХХ в / В. В. Щукин // Історичні Мідраші Північного Причорномор`я. Матеріали ІІІ Міжнародної науково-практичної конференції — Т. 1. — Миколаїв : Тип. Шамрай, 2014. — С. 157—168.
Щукин В. Здравоохранение и медицинское обслуживание в еврейских земледельческих колониях Херсонской губернии в ХІХ — начале XX веков / В. Щукин//Труды по еврейской истории и культуре. Материалы ХХІ Международной ежегодной конференции по иудаике — М., 2015. — С. 127—143.
Щукин В. В. Семья Яновских-Шнеерсон в Николаеве / В. В. Щукин // Исторические мидраши Северного Причерноморья. Материалы V Международной научно-практической конференции. — Т. ІІ. — Николаев : Изд. П. Н. Шамрай, 2016. — С. 289—297.
Shchukin V. Nikolaev Overview / V. Shchukin // Early Years. The formative years of the Rebe, Rabbi Menachem M. Schneerson, as told by documents and archival data. — New-York :Kehot Publication Society, 2006. — P. 15 — 19.
Щукин В. В. Несколько эпизодов биографии раввина Абрама-Давида Лавута / В. В. Щукин // Історичні мідраші Північного Причорномор`я. Матеріали VI Міжнародної науково-практичної конференції. — Миколаїв : Типогр. Шамрай, 2017. — С. 236—244.
Щукін В. В. Григорій Миколайович Ге: віхи життя й діяльності / В. В. Щукін // Ге Г. М. Історичний нарис столітнього існування міста Миколаєва при гирлі Інгулу (1790—1890) / Г. М. Ге /доп. і переклад В. В. Чернявського. — Миколаїв : Іліон, 2018. — С. 13 — 26.
Щукін В. В. Повстання у Миколаєві в березні 1918 року // Миколаївщина у вирі революційних подій: березень 1917 р. — квітень 1918 р. : Документи та матеріали / упоряд. Л. Л. Левченко. — Миколаїв : Іліон, 2019. — С. 70 — 115.
ІІ. Монографии, главы к монографиям
Щукін В. В. Нищення культури в роки німецько-румунської окупації // Миколаївщина в роки Великої Вітчизняної війни: 1941—1944. (До 60-річчя визволення області від німецько-румунських окупантів). — Миколаїв: «Квіт», 2004. — С.215-226.
Шитюк М. М., Щукін В.В. Єврейське населення Херсонської губернії в ХІХ − на початку ХХ століть. /М. М. Шитюк, В. В. Щукін. — Миколаїв: Вид. Ірини Гудим, 2008. − 220 с. (в соавторстве).
Щукин В. В., Павлюк А. Н. Земляки. Очерки истории еврейской общины города Николаева (конец XVIII ─ начало XX вв.) /В. В. Щукин, А. Н. Павлюк / Научный редактор Н. Н. Шитюк. ─ Николаев: Изд. Ирины Гудым, 2009. ─ 350 с. (в соавторстве).
Щукин В. В. Григорий Николаевич Ге / В. В. Щукин. ─ Николаев: Изд. Ирины Гудым, 2009. ─ 32 с.
Щукин В. В. Дорога к храму. Еврейские культовые сооружения и религиозные общины в г. Николаеве. Очерк истории /В. В. Щукин. — Николаев: Изд. Шамрай П. Н., 2011. — 96 с.
Cудьбы евреев Николаевщины в период Великой Отечественной войны 1941—1945 гг. / Под ред. М. Д. Гольденберга / Редактор-составитель В. В. Щукин. — Николаев: Изд. Н. П. Шамрай, 2013. — 408 с.
Авторские главы:
Щукин В. В., Павлюк А. Н. Еврейское население на территории современной Николаевщины с конца XVIII до начала XX вв. — С. 9 — 25. (в соавторстве)
Щукин В. В. Трагическая хроника Холокоста на землях Николаевской области. — С. 54 — 91.
Щукин В. В., Павлюк А. Н. Еврейские земледельческие колонии Херсонской губернии (ХІХ — начало XX вв.) : очерки истории / В. В. Щукин, А. Н. Павлюк; под ред. М. Д. Гольденберга. — Николаев : Изд. Шамрай П. Н., 2016. — 408 с. (в соавторстве).
Щукин В. В. Николаевский Адмиралтейский собор. Очерк истории /В. В. Щукин. — Николаев : Изд. Ирины Гудым, 2017. — 224 с.
Non nocere. Из истории первой больницы в Николаеве /В. Щукин, Н. Замлинский, А. Кокошко. — Николаев : Изд. Ирины Гудым, 2018. — 224 с.
Щукін В. В. Етнічні меншини Миколаївщини в період Української національної революції /В. В. Щукін// Миколаївщина: нариси історії революції 1917—1921 років / Л. Л. Левченко, Л. А. Вовчук, О. В. Волос та ін. — Миколаїв : Іліон, 2017. — С. 156—191.
ІІІ. Научно-методические, научно-популярные и справочные издания
Історія України. Навчальний посібник для студентів, учителів та учнів середніх шкіл. — Миколаїв, 1992. — 303с. (в соавторстве).
Короткий довідник з історії України. — Київ: Вища школа, 1994. — 255 с. (в соавторстве).
Історія єврейського народу. Навчальний посібник. — Миколаїв, 1994. — 70 с. (в соавторстве).
Історія української культури. — Миколаїв, 1996. — 210 с. (руководитель авторского коллектива, в соавторстве).
Козацькі поселення на Миколаївщині. Навчальний посібник. — Миколаїв, 2001. — 56 с. (в соавторстве, научный редактор).
Козацька веселка над Бугом. Свята та обряди з козацьких поселень на Миколаївщині. Хрестоматія з народознавства. — Миколаїв, 2002. — 190 с. (в соавторстве, редактор).
Щукін В. В. Культурний розвиток Миколаївщини в кінці XVIII — на початку ХХ ст. // Миколаївщина: літопис історичних подій. — Миколаїв, 2002. — C. 132—171.
Щукін В. В. Культурне та освітнє життя Миколаївщини ХХ століття // Там само. − С. 635—667.
Щукін В. В. Історія держави і права України. Словник термінів і понять / В. В. Щукін, Н. В. Сугацька, А. М. Павлюк / Під ред. М. М. Шитюка. ─ Київ : Кондор, 2011. ─ 282 с. (в соавторстве).
Еврейские адреса города Николаева (Еврейский путеводитель по Николаеву /Автор-составитель В. В. Щукин, редактор М. Д. Гольденберг, редактор-консультант А. Н. Павлюк. — Николаев : Изд. П. Н. Шамрай, 2015. — 144 с.
Старина николаевская и очаковская. Антология (Источники по истории городов Николаева и Очакова). В 2-х т. / Авторы-составители В. В. Щукин, А. Н. Павлюк. — Николаев : Изд. Ирины Гудым, 2016. — 272/92 с.
Праведники народов мира, Праведники Украины, спасители : Николаевская область / редакторы-составители Н. В. Сугацкая, Л. Б. Ташлай, В. В. Щукин, С. Н. Сугацкий. — Николаев : Изд. Шамрай П. Н., 2016. — 108 с. (в соавторстве).
Левченко Л., Щукин В. Наш земляк Ребе Менахем-Мендл Шнеерсон. История семьи Лавут-Яновских-Шнеерсон в Николаеве /Л. Левченко, В. Щукин / перевод на английский Р. Бужиков. — Николаев: Изд. Ирины Гудым, 2019. — 156 с.

## Награды и премии
- Лауреат областной премии им. Николая Аркаса (1996 г., 2002 г., 2004 г.)[9][10]